# Anathema
Anathema (с англ. — «Анафема») — британская рок-группа, образованная в Ливерпуле в 1990 году. Стиль группы постепенно перешёл от дэт-дум-метала до прогрессивного рока. Последние альбомы испытывают сильное влияние Pink Floyd. В симпатиях к Pink Floyd признавались и сами участники группы, группа неоднократно записывала и исполняла на концертах различные песни Pink Floyd. Вместе с ещё двумя британскими группами: Paradise Lost и My Dying Bride, Anathema считаются одними из основоположников стиля дэт-дум-метал. Приостановили деятельность на неопределенный срок из-за пандемии, отсутствия концертных туров и желания преследовать новые цели в жизни.

## История

### Образование группы, раннее творчество
Группа была образована в 1990 году братьями Кавана в Ливерпуле, Великобритания. Инициатором стал старший брат Дэниел. Тогда группа носила имя Pagan Angel (с англ. — «языческий ангел»). В состав её входили братья Кавана (гитаристы Винсент и Дэниел и басист Джейми), вокалист Даррен Уайт и ударник Джон Дуглас. В ноябре 1990 команда записала своё первое демо An Iliad Of Woes, тогда же делая первые попытки выступлений и играя на разогреве у уже известных в то время дэт-команд Paradise Lost и Bolt Thrower. В тот же период название группы было изменено на Anathema («анафема»). Джейми покинул группу, и на позиции бас-гитариста его сменил близкий друг братьев Дункан Паттерсон, с которым они работали в маленькой студии в Ливерпуле при записи демо. Авторами текстов были Дэнни и Дункан.
В мае 1991 года группа записала демо All Faith Is Lost, а в 1992 — сингл «They Die» для швейцарского лейбла Witchunt Records. В январе 1992 года группу подписал лейбл Peaceville Records. Первой записью Anathema на этом лейбле стала песня «Lovelorn Rhapsody» на сборнике «Volume 4».

### Первый альбом и концертные выступления
Летом 1992 года группа начала запись своего первого альбома. Перед этим вышел мини-альбом The Crestfallen, который получил хорошие отзывы в прессе. После записи The Crestfallen было проведено турне с американцами Cannibal Corpse. Немного позднее, в феврале 1993 года группа представила и сам дебютный альбом Serenades. Работа принесла группе известность за пределами родного города, критика приняла альбом положительными отзывами, а на американском канале MTV попал в ротацию клип на песню «Sweet Tears». Serenades попал на второе место чарта журнала Kerrang, а Metal Hammer назвал его альбомом месяца. Помимо «тяжёлых» композиций альбом содержал и хрупкую акустическую балладу «J’Ai Fait une Promesse» — первый опыт группы с женским вокалом, который впоследствии станет неотъемлемой частью музыки Anathema. После выпуска альбома группа начинает выступать с концертами в Великобритании и приобретает первый опыт выступлений. В 1993 году Anathema отыграли европейские туры при поддержке Cradle of Filth и At the Gates, выступили на фестивалях в Нидерландах, Бельгии и Румынии и дали несколько концертов в Бразилии.
После альбома Serenades в виде пурпурных дисков вышел лимитированный семидюймовый сингл We are the Bible, состоявший из двух композиций — «Nailed to the Cross/666» и «Eternal Rise of the Sun». Этот релиз распространялся исключительно среди членов Peaceville Collectors Club и через официальный фан-клуб группы. Также музыканты приняли участие в записи трибьют-альбома Venom In the Name of Satan — Tribute to Venom исполнив песню «Welcome to Hell».
В мае 1994 года Anathema записали мини-альбом Pentecost III, но из-за проблем с лейблом выпуск диска был отложен до следующего года. Во второй половине 1994 года группа провела длительный европейский тур. В 1995 году Anathema превратились в квартет: группу покинул вокалист Даррен Уайт, который основал собственный проект The Blood Divine. Обязанности вокалиста взял на себя Винсент Кавана.

### Смена жанра
После ухода Уайта в группе начинаются большие перемены: изменяется звучание, группа постепенно отходит от традиционного дума. С каждым годом музыка становится всё более спокойной, появляются эксперименты с электроникой. Именно с этого времени Anathema всё чаще начинают сравнивать с Pink Floyd. Работой, ознаменовавшей кардинальную смену направления, стал альбом The Silent Enigma, выпущенный в мае 1995 года. Многие критики считают его лучшей работой группы до настоящего момента.[кто?]
В поддержку альбома команда осуществила турне по крупнейшим городам Европы, по окончании которого началась подготовка нового альбома.
В ноябре 1996 года выходит третий по счёту полноценный альбом Eternity. В работе над ним группа претерпевает наибольшее количество изменений за свою историю. При создании альбома возникли проблемы выбора студии, в которой будет происходить сведение записи, а также проблема сессионных музыкантов, приглашённых на запись. К записи был подключен клавишник Лес Смит из группы Cradle of Filth (пока лишь как сессионный музыкант), а для исполнения партий женского вокала была приглашена Мишель Ричфилд из группы Dominion. В 1996 году группа выпускает также и первое официальное VHS видео A Vision Of A Dying Embrace с записью концерта, на котором исполнялись преимущественно композиции с альбома The Silent Enigma. В том же году из-за проблем с наркотиками группу покидает ударник Джон Дуглас. Восполнить состав новым ударником сразу не удалось, в связи с этим группа пошла на компромисс, и вместо полноформатного альбома были записаны несколько каверов на песни Pink Floyd и кавер-версия композиции группы Slayer «Read Between the Lies» для трибьюта Slatanic Slaughter II Эти каверы позднее были изданы на сборнике Peaceville X, выпущенном Peaceville Records в 1998 году.
Четвёртая полноформатная работа группы, логично озаглавленная Alternative 4, увидела свет в 1998 году и стала пиком творческой активности Дункана Паттерсона, написавшего значительную часть музыки и лирики. Альбом записывался при содействии сессионного ударника из дружественной британской команды Solstice, а песня-хит Empty содержала нехарактерную для группы партию драм-машины. Также из инноваций следует отметить участие сессионной скрипки, внёсшей свой вклад в особую атмосферу диска, — пожалуй, никогда больше группа не звучала столь кристально-безысходно, что подчёркивалось и возросшей вокальной техникой Винсента, не оставившей пространства для женских партий. Кроме того, Alternative 4 стал первым альбомом, записанным в профессиональной студии, и последним альбомом с участием Дункана Паттерсона, по выходе из группы организовавшего успешный проект Antimatter, ориентированный на более электронное звучание.
Кроме Паттерсона (его заменил Дэйв Пабс) группу покинул ударник Шон Тейлор Стилс. За ударную установку вернулся Дуглас, а сессионным клавишником стал Мартин Пауэлл из My Dying Bride. В этом составе был записан следующий альбом Judgement, на котором музыканты продолжили эксперименты с медитативным электронным звучанием. В следующем году Пауэлла, ушедшего в Cradle Of Filth сменил Лес «Лектор» Смит, уже в качестве постоянного члена группы, здесь между данными коллективами произошёл обмен клавишниками. Постоянной бэк-вокалисткой стала Ли Дуглас, сестра Джона Дугласа.
В 2001 году вышел очередной студийный альбом A Fine Day To Exit, несущий на себе влияние пост-рока в духе Godspeed You! Black Emperor. Вскоре после этого Пабс ушёл в Cradle of Filth. Концертным басистом кратковременно поработал Джордж Робертс, а затем в группу вернулся Джейми Кавана.
В 2002 году Дэниел объявил об уходе из группы, поскольку внутри группы возникли определённые проблемы во взаимоотношениях между участниками, а сам Дэниел имел проблемы со здоровьем. В итоге Кавана решил сосредоточиться на сольных проектах и работе с Antimatter. В следующем году он вернулся, и группа записала альбом A Natural Disaster. Впоследствии Дэниел извинился перед участниками группы за свой уход из группы и очень сожалел об этом, особенно о размещённом в сети Интернет объявлении, согласно которому он хотел совсем уйти из группы.

### Потеря лейбла. Kscope
В 2004 году Sony BMG поглотила Music for Nations, в результате чего Anathema остались без лейбла. Несмотря на финансовые трудности, музыканты сумели записать несколько синглов, которые распространялись через официальный сайт группы, и в течение 2005—2007 годов периодически устраивать европейские турне. Тогда же вокалистка Ли Дуглас, сестра ударника, которая исполняла женские партии со времён Judgement, стала постоянным участником группы. В середине 2006 года вышел второй DVD группы A Moment In Time, который был отснят во время мартовского концерта в Польше. В ходе турне исполнялись песни, записанные для нового, восьмого, альбома. Одновременно песни выкладывались на официальном сайте, где каждый фанат мог скачать их бесплатно или за добровольное пожертвование (первыми были выложены «Everything» и «A Simple Mistake»).
Выход альбома неоднократно переносился и откладывался. Трек-лист и название Everything были анонсированы ещё в конце 2006 года. Затем название было изменено на Paradigm Shift. В 2008 году было объявлено, что на лейбле Kscope выйдет сборник Hindsight, который будет включать акустические версии старых песен и новую работу «Unchained (Tales Of The Unexpected)», а выход номерного альбома, уже под названием Horizons, первоначально был намечен на конец года, но затем был перенесён. В марте 2010 года Anathema наконец объявили о готовности нового студийного альбома. Диск, озаглавленный We’re Here Because We’re Here, вышел 31 мая на Kscope Records.
5 сентября 2011 года группа выпустила сборник Falling Deeper с новыми версиями собственных песен. 12 сентября группа объявила о расставании с клавишником Лесом Смитом.
16 апреля 2012 года вышел девятый студийный альбом группы Weather Systems. В поддержку альбома группа отправилась в турне, в котором принимал участие новый клавишник Даниэль Кардосо. После завершения турне Кардозо был принят в группу в качестве постоянного исполнителя, а не на правах сессионного музыканта.
22 сентября 2012 группа выступила в античном театре в Пловдиве (Болгария) вместе с местным филармоническим оркестром. Через год эта запись послужила основой Blu-ray и DVD-издания Universal.

## Дискография

### Студийные альбомы
- Serenades (1993, Peaceville Records)
- The Silent Enigma (1995, Peaceville Records)
- Eternity (1996, Peaceville Records)
- Alternative 4 (1998, Peaceville Records)
- Judgement (1999, Music for Nations)
- A Fine Day to Exit (2001, Music for Nations)
- A Natural Disaster (2003, Music for Nations)
- We're Here Because We're Here (2010, Kscope)
- Weather Systems (2012, Kscope)
- Distant Satellites (2014, Kscope)
- The Optimist (2017)

### Мини-альбомы
- The Crestfallen (1992, Peaceville Records)
- Pentecost III (1995, Peaceville Records)

### Концертные альбомы
- Untouchable (2013
- A Sort of Homecoming (2015
- A Vision of a Dying Embrace (2022

### Синглы
- «They Die» (1992, Witchhunt Records)
- «We Are The Bible» (1993, Peaceville Records)
- «Alternative Future» (1998, Peaceville Records)
- «Make It Right» (1999, Music for Nations)
- «Deep» (1999, Music for Nations)
- «Pressure» (2002, Music for Nations)
- «Everything» (2006, выложен в Интернете)
- «A Simple Mistake» (2006, выложен в Интернете)
- «Angels Walk Among Us» (2007, выложен в Интернете)
- «Unchained (Tales Of The Unexpected)/Flying» (2008, Kscope)

### Сборники
- Resonance 1 (2001, Peaceville Records)
- Resonance 2 (2002, Peaceville Records)
- Hindsight (2008, Kscope)
- Falling Deeper (2011)
- Internal Landscapes - The Best of 2008-2018 (2018)

### Демо
- An Illiad Of Woes (1990)
- All Faith Is Lost (1991)

## Видеография

### Видеоклипы
- «Sweet Tears» (1993, видеоклип на композицию c альбома Serenades, длительностью 04:22 мин.)
- «Mine Is Yours» (1994, видеоклип на композицию c альбома Pentecost III, длительностью 04:31 мин.)
- «The Silent Enigma» (1995, видеоклип на композицию c альбома The Silent Enigma, длительностью 04:21 мин.)
- «Hope» (1996, видеоклип на композицию c альбома Eternity)
- «Pressure» (2001, видеоклип на композицию c альбома A Fine Day To Exit, длительностью 04:02 мин.)
- «Dreaming Light» (2011, видеоклип на композицию c альбома We're Here Because We're Here, длительностью 05:52 мин.)

### DVD
- A Vision Of A Dying Embrace (VHS в 1997, DVD в 2002, Peaceville Records)
- Were You There? (DVD, 2004, Music for Nations)
- A Moment in Time (DVD, DVD + Audio CD Limited Edition, 2006, Metal Mind)
- Universal (Blu-ray, DVD + Audio CD, Blu-ray + DVD + 2xCD Limited Edition, 2013, Kscope)

## Состав группы

### Текущий состав
- Винсент Кавана — вокал, гитара, вокодер (с 1990 г.)
- Дэниел Кавана — гитара, вокал, клавишные (1990—2002 гг., с 2003 г.)
- Джейми Кавана — бас-гитара (1990—1991 гг., с 2001 г.)
- Дэниел Кардозо — клавишные, ударные (2010 г. как сессионный музыкант, с 2012 г.)
- Джон Дуглас — ударные (1990—1997 гг., с 1998 г.)
- Ли Дуглас — вокал (с 2000 г.)

### Бывшие участники
- Даррен Уайт — вокал (1990—1995, после ухода из Anathema участвовал в группе The Blood Divine, сейчас — в Serotonal)
- Дункан Паттерсон — бас-гитара (1991—1998, после ухода из Anathema создал группу Antimatter)
- Шон Тэйлор-Стилс — ударные (1997—1998, из Anathema перешёл в группу My Dying Bride)
- Дэйв Пабс — бас-гитара (1998—2001)
- Мартин Пауэлл — клавишные, скрипка (1998—2000, затем перешёл в группу Cradle of Filth)
- Джордж Робертс — концертный бас-гитарист (2001)
- Лес Смит — клавишные (2000—2011)